# Chaim Nahum

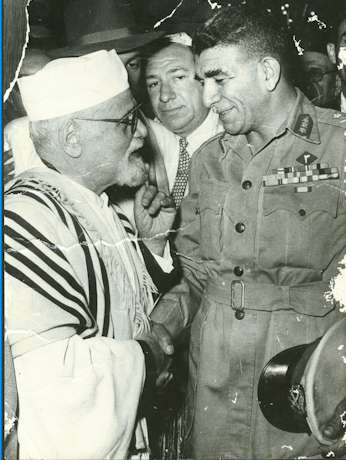
Chaim Nahum und Präsident Nagib 1953 in der Scha’ar-HaSchamajim-Synagoge

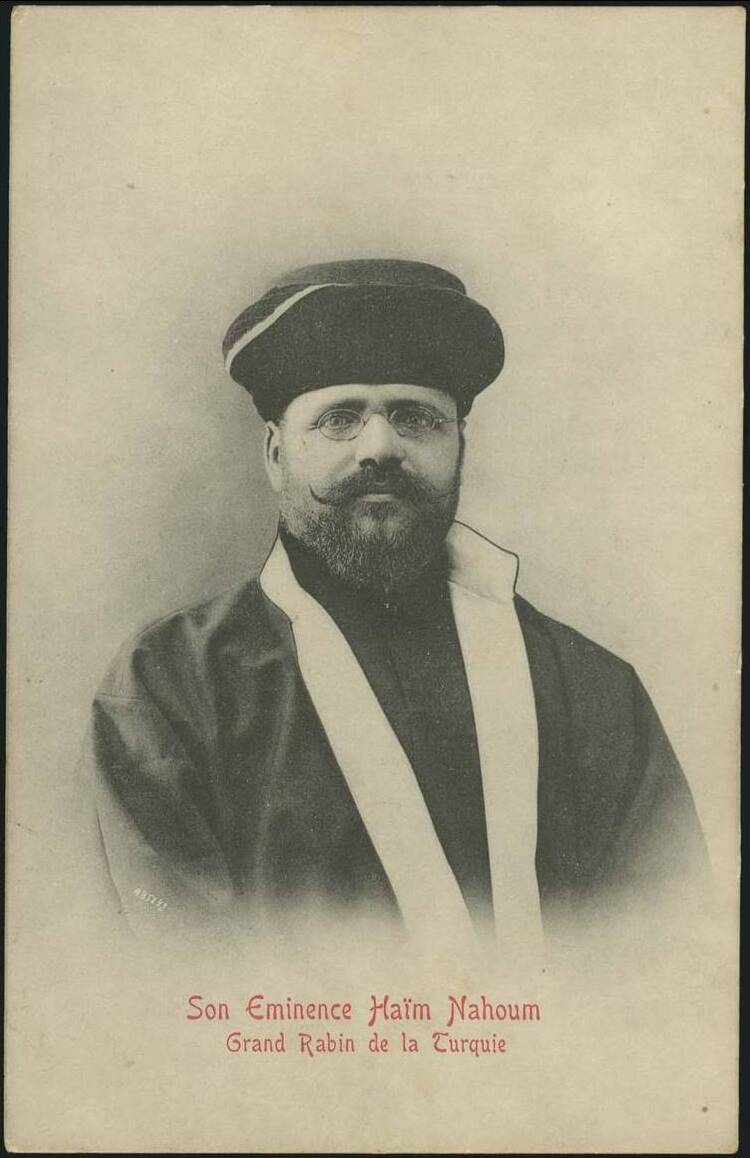
Als Großrabbiner des Reiches. Osmanische Postkarte

Chaim Nahum (auch Chaim Nachum, hebräisch חיים נחום‎; * 1872 in Manisa, Osmanisches Reich; † 13. November 1960 in Kairo, Ägypten) war der letzte Großrabbiner im Osmanischen Reich und Großrabbiner von Ägypten und dem Sudan.

## Leben
Chaim Nahum wurde im türkischen Manisa, in der Nähe von Izmir gelegen, in einer sephardisch-jüdisch geprägten Familie zu Zeiten des Osmanischen Reiches geboren. Um eine traditionell religiöse Ausbildung zu gewährleisten, wurde Chaim Nahum durch seine Eltern nach Tiberias geschickt, wo er eine Jeschiwa besuchte.
Seine Studienzeit absolvierte Nahum an der Sorbonne und im französischen Rabbinerseminar in Paris, wo er im Jahre 1897 zum Rabbiner ordiniert wurde, seine Studien setzte Nahum dann nach seiner Rückkehr aus Frankreich an der Universität Istanbul fort.
Großrabbiner Nahum galt als Experte in den Fachgebieten Islamische Geschichte und semitische Sprachen, lehrte zudem im Fach Jüdische Geschichte und Rechtswissenschaften an der rabbinischen Hochschule in Istanbul. In seiner Amtszeit als Großrabbiner im Osmanischen Reich unternahm Nahum im Jahre 1908 eine Reise nach Äthiopien und besuchte die Beta Israel. Zudem beriet er den türkischen Ministerpräsidenten Ismet Pascha bei den Vertragsverhandlungen von Lausanne als Vertreter der osmanischen Juden. Seine staatsdienlichen Tätigkeiten setzte Nahum ebenso im Auftrag des Königs von Ägypten fort, zum Beispiel als Senator.
Im Jahre 1923 wurde Rabbi Nahum von Großrabbiner Moise Cattaoui Pascha eingeladen, um sein Nachfolger zu werden, was die Leitung der jüdischen Gemeinden in Ägypten und dem Sudan betraf.  Ab dem Jahr 1924 lebte Nahum im Königreich Ägypten und wurde dort am 2. März 1925 zum Großrabbiner von Ägypten und dem Sudan ernannt. Dort erhielt er im Jahre 1929 die ägyptische Staatsbürgerschaft. Als Großrabbiner bemühte sich Chaim Nahum, die Gelehrtengesellschaft zur Erforschung des historischen Judentums in Ägypten erneut zu gründen, was ihm im Jahre 1944 gelang, und wurde ihr Leiter. Für den ägyptischen König war er als Senator im Staatsdienst und auch als Wissenschaftler tätig. Ab der Mitte der 1940er Jahre verschlechterte sich seine Sehkraft, dennoch blieb Großrabbiner Nahum seinem Dienst treu, auch als er im Alter von 78 Jahren ganz erblindete. Ebenso war er während der zunehmenden Auswanderung von Juden aus arabischen und islamischen Ländern nach der Unabhängigkeitserklärung Israels ein Halt für die Juden in Ägypten. Für seine staatsdienlichen und wissenschaftlichen Arbeiten wurde ihm der Ehrentitel Efendi bereits als Großrabbiner im Osmanischen Reich verliehen.
Großrabbiner Chaim Nahum verstarb am 13. November 1960 im Alter von 88 Lebensjahren in Kairo. Er wurde auf dem jüdischen Friedhof im Viertel Bassatin begraben, welches von Armutsflüchtigen besetzt und mittlerweile verwahrlost ist.